# АНТ-3
АНТ-3 (Р-3, ПС-3) «Пролетарій» — радянський двомісний розвідник, цільнометалевий одностійковий біплан.

## Історія створення
В АНТ-3 використано тип фюзеляжу літака АНТ-2. Фюзеляж виглядав високим, із тригранним поперечним перетином. Спостерігач-стрілець у цьому перерізі міг працювати стоячи. Верхнє крило майже лежало на фюзеляжі. Завдання на проектування та будівництво АНТ-3 надійшло на початку 1924 року, вже у квітні був готовий проект з двигуном Liberty L-12 потужністю в 400 кінських сил. Дослідний зразок випустили в липні 1925 року.
Від грудня 1925 року на московському заводі № 25 будували кілька літаків для перельотів в Європу, що передбачалися в 1926 році, і головний зразок для серії на московському державному заводі № 5 у Філях, де завершили виробництво корабельного поплавкового розвідника. Член Урядової комісії з далеких перельотів Михайло Громов рекомендував поставити на літаки для перельотів двигун Napier Lion потужністю в 450 кінських сил. Пропозицію затвердила комісія. На цих літаках N-подібні стійки коробки крил замінені на К-подібні. Пізніше через війну АНТ-3 «Пролетарій» показав значно кращі дані.
На АНТ-3 «Пролетарій» Громов разом із бортмеханіком Е. В. Радзевичем з 30 серпня по 2 вересня 1926 року виконали круговий переліт Москва—Берлін—Париж —Відень — Прага — Варшава. Цей маршрут мав протяжність 7150 км. Переліт виконано за 34 години 15 хвилин льотного часу. У 1927 році на літаку з назвою «Наша відповідь» (скорочення від «Наша відповідь Чемберлену») льотчик С. А. Шестаков з бортмеханіком Д. В. Фуфаєвим виконав переліт Чита — Благовєщенськ — Спаськ — Наньян — Окаяма — Токіо — Москва. За 153 год вони пролетіли понад 20 тисяч кілометрів. Перельоти продемонстрували успіхи літакобудування та майстерність радянських льотчиків у світі.
Літак АНТ-3 використовувався:
- як літак розвідник
- як легкий бомбардувальник
- у бойових діях у Середній Азії, проти басмачів
- для поштових перевезень.

## Конструкція
АНТ-3 — одностійковий біплан суцільнометалевої конструкції.
Крила — обидва дволонжеронні крила. Верхнє крило складається з двох консолей, які кріпляться до кронштейнів, встановлених на осі фюзеляжу. Нижнє крило з'єднується із фюзеляжем болтами. Під нижнім крилом розташовано вісім пілонів для бомб, на яких підвішувалися 8 бомб по 32 кг кожна.
Фюзеляж — трилонжеронний. Тригранна форма завдяки своїй жорсткості дозволяла не використовувати розтяжки та підкоси при кріпленні нервюр. Двигун, паливні баки, кабіна льотчика та льотчика-спостерігача розміщувалися одна за одною. Ліворуч зовні біля кабіни льотчика розміщувався синхронний кулемет із боєзапасом 250 снарядів.
Стабілізатор — зі змінним кутом установки.
Обшивка літака — гофровані листи кольчугалюмінію товщиною 0,3-0,8 мм.
Шасі — тристійкове, стійки були виконані у вигляді триноги, внутрішній підкіс внизу був вигнутий і виведений назовні, виконуючи роль півосі. Взимку встановлювалися лижі. Як третю опору було встановлено милицю.

## Технічні характеристики
Технічні характеристики:
- Екіпаж: 2 (льотчика та механік)
- Довжина: 9,4 м
- Розмах крила: 13,1 м
- Висота: 2,95 м
- Маса порожнього: 1412 кг
- Максимальна злітна вага: 2400 кг

Силова установка:
- 1×12-циліндровий W-подібний двигун Napier Lion
- Потужність двигунів: 1 × 450 к. с.

Льотні характеристики:
- Максимальна швидкість: 226 км/год
- Крейсерська швидкість: 195 км/год
- Практична дальність: 560 км
- Практична стеля: 5100 м
- Швидкопідйомність: 294 м/хв

## Модифікації
- АНТ-3, оснащений двигуном Liberty L-8 потужністю 298 кВт (400 к. с.)
- Р-3 — оригінальний серійний військовий розвідник із двигунами Мікуліна М-5; 21 серійний літак
- Р-3ЛД — 79, оснащений двигунами Lorraine-Dietrich 12Eb 336 кВт (451 к. с.)
- R-3НЛ — другий прототип, оснащений двигуном Napier Lion потужністю 336 кВт (451 к. с.); РР-СОВ Пролетарій (Пролетарський)
- Р-7 - покращена похідна від Р-3, оснащена двигуном BMW VI 373  (500 к. с.) Був створений єдиний прототип, також відомий як АНТ-10
- Пс-3 — 30 Р-3, які були модифіковані в поштові літаки для обслуговування Аерофлоту.